# Aotutao Stream Falls
Die Aotutao Stream Falls sind ein Wasserfall bislang nicht ermittelter Fallhöhe nördlich der Ortschaft Pipiriki im Whanganui-Nationalpark in der Region Manawatū-Whanganui auf der Nordinsel Neuseelands. Er liegt im Lauf des Aotutao Stream, der unweit hinter dem Wasserfall in nördlicher Fließrichtung in den Whanganui River mündet.
Der Wasserfall ist im Zuge der Whanganui Journey gegenüber dem Ngaporo Campsite einsehbar.